# بريان أندرو (طبيب)
بريان ت. أندرو (بالإنجليزية: Brian T. Andrews )‏ (ولد في 5 يونيو 1955) وهو طبيب أطفال متخصص في جراحة المخ والأعصاب وجراحات العمود الفقري وأورام المخ والأورام العصبية وجراحات الأعصاب العامة. وهو رئيس قسم علوم الأعصاب في مركز كاليفورنيا الطبي في المحيط الهادئ ومؤسس معهد كاليفورنيا للعلوم العصبية في المحيط الهادئ.

## حياته
ولد بريان أندرو في بويل ريفر (كولومبيا البريطانية) إلى والديه إميل أندرو وشيرلي أندرو. انتقلت العائلة إلى سان فرانسيسكو، كاليفورنيا في عام 1960.
في سن العاشرة، بدأ اندرو لعب الأكورديون في المطاعم في جميع أنحاء منطقة الخليج للحصول على المال الكافي لدفع ثمن دراسته الجامعية في جامعة كاليفورنيا الجنوبية، حيث حصل على درجة البكالوريوس في العلوم في عام 1977.

## عمله
انتقل اندرو لاستكمال تعليمه الطبي في جامعة كاليفورنيا، مدرسة سان فرانسيسكو للطب حيث خدم تدريبه هناك، حصل في وقت لاحق على شهادة المجلس الوطني في عام 1982 وشهادة المجلس الأمريكي للجراحة العصبية في عام 1991.
تخصص أندرو في جراحة المخ والأعصاب في الأطفال وجراحات العمود الفقري وأورام المخ والأورام العصبية وجراحات الأعصاب العامة. وهو أيضا أحد الأطباء المشاركين في برامج لتحسين الرعاية ل 30 مليون أمريكي الذين يعانون من آلام الظهر برعاية اللجنة الوطنية لضمان الجودة. يهدف البرنامج إلى التعرف على آلام الظهر وزيادة اعتماد العلاجات التي أثبتت فعاليتها.
بالإضافة إلى كونه مؤسس معهد علوم الأعصاب في ولاية كاليفورنيا بالمحيط الهادئ، كما أسس أيضا برنامج الأورام العصبية في مركز كاليفورنيا الطبي بالمحيط الهادئ.
تلقى اندرو العديد من الجوائز بما في ذلك جائزة اللجنة الوطنية لضمان الجودة.
وهو عضو في مؤتمر الجراحين العصبيين وعضو الجمعية الأمريكية لجراحى الأعصاب والجمعية الطبية الأمريكية وجمعية كاليفورنيا الطبية وجمعية سان فرانسيسكو الطبية ورابطة كاليفورنيا للأمراض العصبية.
كان أندرو مؤلفاً بالإضافة إلى كونه جراح أعصاب. وقد كتب روايتين: سكين تحت النار وميل كاليفورنيا. فضلا عن العديد من الكتب الطبية: العناية المركزة في جراحة المخ والأعصاب والعناية المركزة العصبية للأطفال.

## منشوراته
- «صدمة الدماغ» (2004) ثيم جورج فيرلاغ.
- «العناية المركزة في جراحة المخ والأعصاب» (2003).
- «كاليفورنيا ميل» (1997) صحيفة بلو جاغ.
- «سكين تحت النار» (1993) صحيفة كادوسيوس.
- «العناية المركزة العصبية» (1993) ماكجرو هيل.

## وصلات خارجية
- California Pacific Medical Center & Brian T. Andrews, M.D.
- Official Website: www.pacificneurosurgery.com